# Marcel Tetel
Marcel Tetel, né à Paris le 11 octobre 1932 et mort à Durham le 27 mai 2004, était un romaniste français, puis naturalisé américain, d'origine polonaise. Il était spécialiste de la Renaissance française, notamment de François Rabelais, Maurice Scève, Marguerite de Navarre.

## Biographie

### Jeunesse  et études
Les parents de Marcel Tetel sont deux Juifs polonais émigrés à Paris. Dès 1939, son père est envoyé en camp de concentration, et Marcel reste à Paris avec sa mère. Cachés par des voisins, ils parviennent à échapper aux rafles jusqu'en 1943. À cette date, la mère de Marcel cherche à les faire échapper par le sud. Pour multiplier leurs chances, la mère et le fils partent séparément, mais la mère est arrêtée et déportée à Auschwitz. Marcel est recueilli par des résistants et hébergé avec de faux papiers d'identité près de la Rochelle. En 1949, il quitte la France pour les États-Unis et arrive à Chattanooga.
Il étudie à l'université de cette ville jusqu'à l'obtention de son diplôme en 1954, puis continue sa formation durant deux ans à l'université Emory d'Atlanta. De cette date à 1960, il travaille sur la Renaissance française sous la direction d'Alfred Glauser, puis rejoint l'université Duke de Durham, où il devient professeur en 1968.

### Vie personnelle
Il a quatre enfants. Jocelyn et Marc nés d'un premier mariage et Francis et John Gerard avec sa seconde épouse Julie,également universitaire de Duke.

## Travaux
Marcel Tetel est un spécialiste de la Renaissance française, notamment de Rabelais. À son sujet, la thèse de Tetel est que les interprétations allégoriques ou symboliques de l'œuvre de Rabelais sont à éviter, le texte étant d'abord conçu comme un divertissement. Tetel, de même que Leo Spitzer, considère plus le style littéraire révolutionnaire et les moyens utilisés pour faire rire le lecteur que les causes de ce comique, qui ne sont plus aussi compréhensibles qu'à la Renaissance.
Il étudie également la poésie de Maurice Scève ainsi que l'œuvre de Marguerite de Navarre, notamment l'Heptaméron.

## Publications

### Ouvrages
- 1983, Lectures scéviennes : L'Emblème et les mots, Paris,  Klincksieck, 176 p.,
- 1991, L'Heptaméron de Marguerite de Navarre : thèmes, langage et structure, Paris,  Klincksieck, 172 p.
- 1992, Présences italiennes dans les Essais de Montaigne, Paris, Honoré Champion, 224 p.

### En tant qu'éditeur scientifique
- 1989, avec G. Mallary Masters , Le parcours des Essais : Montaigne 1588-1988, Paris, Aux amateurs de livres, 286 p.
- 1995, Les visages et les voix de Marguerite de Navarre, Paris,  Klincksieck, 214 p.,
- 1997, Montaigne et Marie de Gournay, Paris, Honoré Champion, 304 p.
- 2004, Etienne de La Boétie, sage révolutionnaire et poète périgourdin, Paris,  Honoré Champion, 446 p.